# Mike Newton
Pour les articles homonymes, voir Newton.

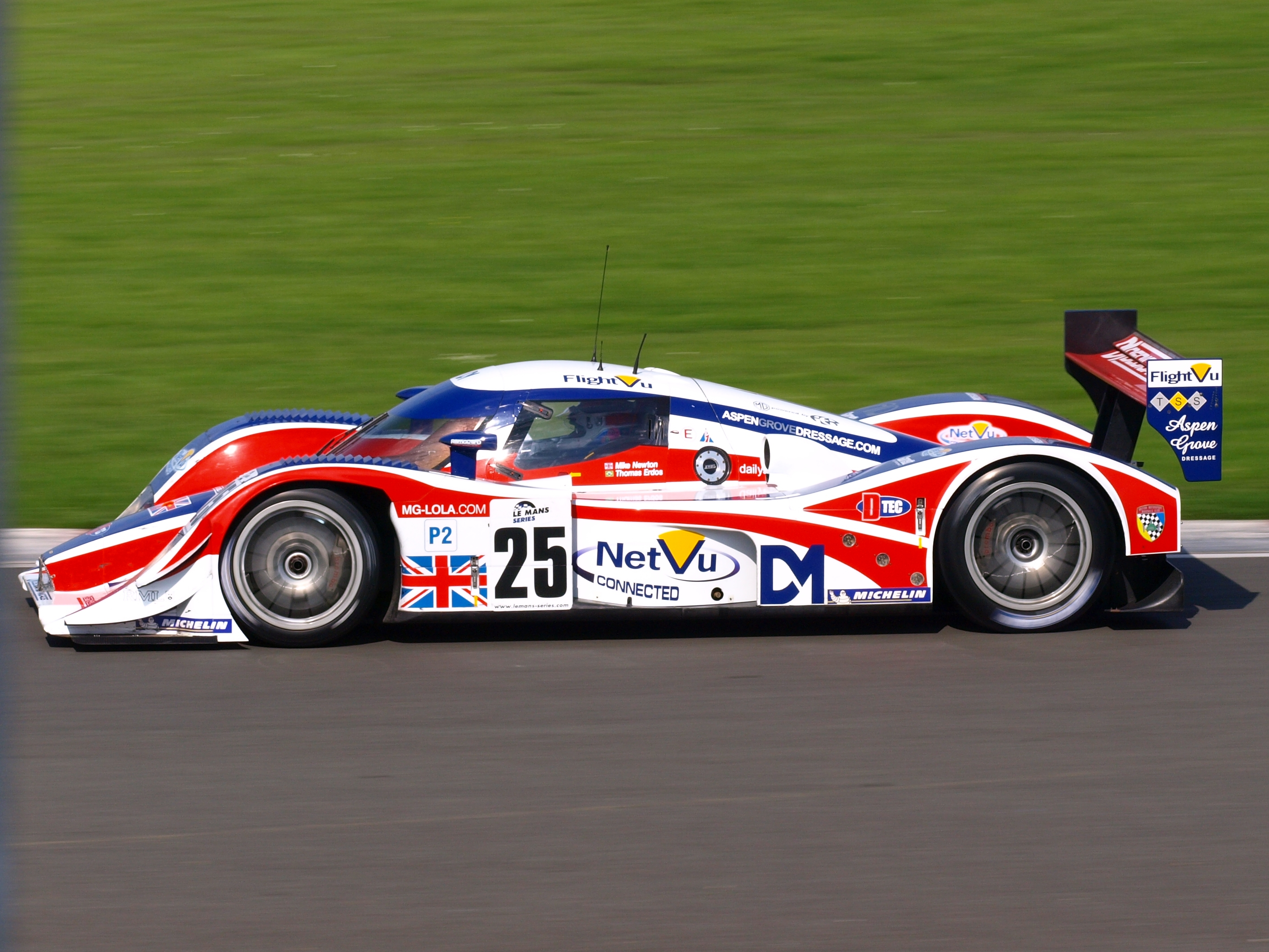
La MG-Lola EX265C aux 1000 km de Silverstone en 2008

Mike Newton, né le 14 avril 1960 à Manchester, est un homme d'affaires et pilote automobile anglais. Il est le fondateur d'AD Group, a participé aux Le Mans Series avec RML et s'est engagé aux 24 Heures du Mans de 2003 à 2010.

## Biographie
Après avoir couru en Formule Ford et en courses de tourisme, Mike Newton débute en FIA GT en 2003, il y pilote durant 3 ans, sans grands résultats en n'étant jamais monté sur un podium.
En 2003, il participe à ses premières 24 Heures du Mans en catégorie GTS et finit 6e de la catégorie. L'année suivante, il débute en Le Mans Series, et depuis 2004, il reste avec l'équipe RML dont il sponsorise la participation dans catégorie LMP2 par l'intermédiaire des marques d'AD Group. Dans cette catégorie, il remporte plusieurs victoires, mais aussi les championnats 2007 et 2010. De surcroît, il a remporté les 24 Heures du Mans en catégorie LMP2 en 2005 et 2006.
En 2013, Mike Newton rachète la marque Tiga Race Cars avec de nouveaux projets

## Palmarès
- Champion de Le Mans Series dans la catégorie LMP2 en 2007 et 2010
- Vainqueur des 24 Heures du Mans dans la catégorie LMP2 en 2005 et 2006

## Résultats aux 24 Heures du Mans
| Année | Équipe                                  | Coéquipier                 | Voiture            | Catégorie | Tours | Classement | Classement catégorie |
| ----- | --------------------------------------- | -------------------------- | ------------------ | --------- | ----- | ---------- | -------------------- |
| 2003  | Graham Nash Motorsport Ray Mallock Ltd. | Thomas Erdos Pedro Chaves  | Saleen S7-R        | GTS       | 292   | 28e        | 6e                   |
| 2004  | Ray Mallock Ltd.                        | Thomas Erdos Nathan Kinch  | MG-Lola EX257-AER  | LMP1      | 256   | Abandon    | Abandon              |
| 2005  | Ray Mallock Ltd.                        | Thomas Erdos Warren Hughes | MG-Lola EX264-Judd | LMP1      | 305   | 20e        | 1er                  |
| 2006  | Ray Mallock Ltd.                        | Thomas Erdos Andy Wallace  | MG-Lola EX264-AER  | LMP2      | 343   | 8e         | 1er                  |
| 2007  | Ray Mallock Ltd.                        | Thomas Erdos Andy Wallace  | MG-Lola EX264-AER  | LMP2      | 251   | Abandon    | Abandon              |
| 2008  | Ray Mallock Ltd.                        | Thomas Erdos Andy Wallace  | MG-Lola EX265-AER  | LMP2      | 100   | Abandon    | Abandon              |
| 2009  | RML                                     | Thomas Erdos Chris Dyson   | Lola B08/86-Mazda  | LMP2      | 273   | Abandon    | Abandon              |
| 2010  | RML                                     | Thomas Erdos Andy Wallace  | Lola B08/86-HPD    | LMP2      | 358   | 8e         | 3e                   |
| 2011  | RML                                     | Thomas Erdos Ben Collins   | HPD ARX-01d        | LMP2      | 314   | 12e        | 4e                   |